# Heilstätten
Heilstätten ist ein deutscher Horrorfilm von dem Regisseur Michael David Pate aus dem Jahr 2018.

## Handlung
In der NS-Zeit wurden in den Beelitz-Heilstätten nahe Berlin Tuberkulose-Patienten bei Menschenversuchen ermordet. Auch die 25-jährige Irina W. fiel 1942 der Euthanasie zum Opfer. In der Gegenwart soll es an diesem Ort seltsame Morde und paranormale Erscheinungen geben.
Die YouTuberin Marnie, die mit ihrer Klaustrophobie eine Challenge in einem Fahrstuhl bestanden hat, konfrontiert den Kollegen Torge mit einem Horrorfilm. Auch die „Prankstaz“ Charly und Finn lieben Herausforderungen, zum Beispiel nachts in der Gerichtsmedizin. Nun wollen sie mit Beauty-YouTuberin Betty 24 Stunden in der alten Heilstätte verbringen. Ihr alter Freund Theo, der als Touristenführer arbeitet, verschafft ihnen den Zugang, aber trotzdem müssen sie ein Tor an der Zufahrt aufbrechen. Theo stellt bei der Ankunft auch einige Regeln auf: Es soll kein Internet benutzt werden und die Aktion muss (vorerst) geheim bleiben. Emma ist auch dabei und während die Gruppe die Location erkundet und Kameras aufstellt, erzählt sie Geschichten wie die der Bestie von Beelitz. Marnie folgt der Gruppe und versucht, auf ihren Ex-Freund Theo einzureden, mit dem sie schon mal in der Heilstätte war.
Nach einigen Erkundungen und Anspielungen auf das Paranormale sorgt Finns Freund Chris mit einem geschmacklosen Kurzauftritt, bei dem er auf die Bestie anspielt, für Unruhe. Anschließend verläuft er sich draußen. Theo kritisiert die Aktionen der Prankstaz. Dann vermisst die Gruppe Betty und sucht sie. Betty ist alleine mit ihrer Kamera im Gebäude unterwegs und entdeckt eine Frau in einer Badewanne voller Blut. Als die Gruppe gemeinsam in den Raum zurückkehrt, ist die Wanne jedoch leer. An der Wand entdecken die Abenteurer jedoch Blutspuren und einen Text mit einem Hilferuf in Sütterlinschrift.
Dann wird es dunkel und ein Filmprojektor springt an. Auf alten Aufnahmen aus Beelitz erkennt Betty die Frau aus der Badewanne wieder. Auf Marnies Druck erzählt Theo die Geschichte der Patientin 106, die eine Affäre mit einem Arzt hatte und schwanger wurde, bevor sie sich die Pulsadern aufschnitt. Der Geist dieser Frau soll später den Tod mehrerer Menschen, u. a. eines Fotografen und eines Obdachlosen verursacht haben. Die Aufregung ist groß. Finn und Betty gehen nach draußen, um nach den Autos zu sehen, die jedoch nicht anspringen. Marnie meint, dass der Geist der toten Frau vielleicht Hilfe brauche, und versucht wie ein Medium eine Kontaktaufnahme.
Als Finn und Betty wieder im Gebäude sind, entdecken sie Chris’ Leiche und geraten in Panik. Sie erfahren von den anderen, dass Theo noch im Keller beim Generator sein soll. Betty begleitet Finn, der unbedingt Theo suchen will. Charly lässt Marnie und Emma allein, um Chris’ Handy zu holen, findet dieses aber nicht. Finn und Betty begegnen Theo, der jedoch vor ihren Augen in einen dunklen Gang gezerrt wird. Betty stürzt in ein Loch. Wenig später sieht Finn Theo am Seil hängen und daneben das Wort „entkommen“ an der Wand. Betty wird von einer unbekannten Kraft aus dem Loch gezerrt. Der ebenso verängstigte Charly verschwindet plötzlich. Marnie und Emma, die zuvor zusammen in einem Raum saßen, sind mittlerweile auch im Gebäude unterwegs. Emma gerät in Panik, als sie mit Blut vollgespritzt wird und stürzt in einen Aufzugschacht. Finn sieht einen Geist und verschwindet. Marnie fällt in dasselbe Loch wie zuvor Betty, kann sich aber mit einem Bolzenschneider, den Finn dort fallengelassen hatte, befreien.
Sie bemerkt ein beleuchtetes rundes Fenster und sieht in dem Raum Theo und dessen Freundin, die sich wie die geisterhafte Patientin verkleidet hat. Hinter dem Paar liegen Betty, Charly und Finn an OP-Tische gefesselt. Theo offenbart nun, dass die bisherigen Ereignisse in Beelitz ein „ultimativer Prank“ waren, den er mit seiner Freundin aufwendig inszeniert hat. Er kritisiert die heutigen Smartphone-Nutzer, die mit „krassen Videos“ Aufmerksamkeit erzeugen wollen. Er schneidet Bettys Nase ab und droht, Charlys Stimmbänder zu verletzen. Auf Finn ist er wütend, weil dieser sich wegen Charly von ihm abwandte. Als er beginnt, Finns Brust aufzuschneiden, sagt seine Freundin ihm, dass Marnie aus dem Loch verschwunden sei. Er jagt Marnie durch die düsteren Gänge, doch der jungen Frau gelingt die Flucht vom Gelände.
Theo und seine Freundin stellen alle bisherigen Szenen zu einem YouTube-Video zusammen, um dieses dann auch auf Bettys und Charly und Finns Kanal hochzuladen. Er erkundigt sich nach den Szenen mit Chris und fragt, ob dieser schon etwas hochgeladen hat. Sie wiegelt ab, dass sie das später noch schneiden wird. Seine Freundin sagt, dass sie noch die letzte Szene drehen müssen. Er fängt an zu protestieren, sie besteht jedoch darauf, dass sie sich an den Plan halten müssen. Also dreht er noch eine letzte Ansprache an die Fans, an deren Ende er durch einen Kopfschuss Selbstmord begeht. Seine Freundin sieht sich Chris’ Aufnahmen, in denen sie ihn jagt und tötet, an, und schneidet das Video zu Ende. Eine Motte fliegt an die Kamera, die Freundin beobachtet sie, ihre Augen werden weiß und sie schießt plötzlich fauchend zur Kamera – was entweder ein weiterer Prank ist oder bedeutet, dass sie der Geist der Patientin 106 ist und Theo – wie die anderen zuvor – in den Selbstmord getrieben hat.

## Produktion
Der Film konnte nicht am Originalschauplatz der Beelitz-Heilstätten produziert werden. Die Verwalter fürchteten, dass durch den Film Gruseltouristen angelockt werden könnten. Das bestätigte sich auch nach der Veröffentlichung. Außerdem sei wegen einer Hauptstraße der Eindruck völliger Abgeschiedenheit nicht möglich gewesen. Auch die Aktivitäten für den Hollywood-Film A Cure for Wellness, bei denen die Heilstätte renoviert wurde, passten nicht zu Pates Vorstellungen.
Als Drehort diente stattdessen die Heilstätte Grabowsee. Die Dreharbeiten fanden dort im Februar und März 2017 in ungeheizten Räumen statt. Aus dem Fundus des Studios Babelsberg wurden medizinische Requisiten benutzt und in einem ehemaligen OP-Raum wurde ein Hörsaal nachgebaut. Das Medienboard Berlin-Brandenburg förderte die Produktion mit 150.000 €.

## Rezeption und Erfolg
Antje Wessels schreibt bei Filmstarts, der Film funktioniere „als Grusel-Schocker mit Satire-Elementen im Gesamtpaket erstaunlich gut. [...] Die ziemlich hochkarätige Nachwuchsstarriege agiert durch die Bank äußerst realitätsnah, wobei vor allem die stark improvisierten Dialoge den Duktus der heutigen YouTube-Jugendsprache hervorragend treffen. [...] vor allem durch die provokante Idee hinter dem Twist bleibt der Film definitiv noch eine Weile im Kopf hängen.“ Leonie Bartsch kommt in ihrer Kritik bei Welt online zu einem negativen Fazit: „Der Spannungsbogen wird schon in der ersten Hälfte überstrapaziert und bleibt kaputt in der Ecke liegen. Bei den eindimensionalen Figuren, flachen Dialogen, gespickt mit noch flacherem Humor, freut man sich über jede Drohnenaufnahme, in der niemand der Protagonisten reden muss. Tun sie es doch, wünscht man sich eine Dosis Ritalin für jeden dieser hyperaktiven Heranwachsenden.“ Auf IMDb wurde der Film mit einem Rating von 4,1 schlecht bewertet.
Der Film hatte in Deutschland rund 200.000 Kinobesucher.
Heilstätten feierte außergewöhnlich großen Erfolg weltweit, besonders in Lateinamerika. Der Film hatte in Mexiko rund 365.000 Kinobesucher, hinzu kommen u. a. 120.000 aus Peru und 110.000 aus Brasilien. Mit insgesamt 780.000 Kinobesuchern gilt Heilstätten damit als erfolgreichster deutscher Film in Lateinamerika seit Jahren. Der Film wurde insgesamt in 55 Länder weltweit verkauft.